# Dwór w Gajcu
Dwór w Gajcu – zabytkowy, klasycystyczny dwór w Gajcu, w powiecie słubickim na terenie województwa lubuskiego. 

## Historia i architektura
Jest to oficyna z około 1800, o konstrukcji szkieletowej, częściowo murowana, nakryta dachem mansardowym z oknami powiekowymi. 
Obiekt jest otoczony przez około hektarowy park, który założono w końcu XVIII wieku, jako geometryczny. W XIX wieku przekształcono go w park krajobrazowy.